# Liga Juvenil de la UEFA
La Liga Juvenil de la UEFA (nombre oficial en inglés: UEFA Youth League) es el torneo internacional de fútbol para clubes sub-19 más prestigioso que cuenta con los 36 clubes clasificados para la liguilla de la Liga de Campeones de la UEFA, además de los 32 campeones juveniles nacionales, siendo un total de 64 los conjuntos participantes. Está organizado por la Unión de Asociaciones de Fútbol Europeas (UEFA). 
Comenzó a disputarse desde la temporada 2013-14 y a partir de la edición 2021-22, el campeón clasifica a la Copa Intercontinental Sub-20 en la que enfrenta al equipo campeón de la Copa Libertadores Sub-20.

## Historia

### Primera competición juvenil europea bajo prueba
Creada para dar mayor proyección a los clubes juveniles europeos o sub-19, y bajo petición de la Asociación de Clubes Europeos, supuso ser la primera de carácter oficial a nivel continental en dicha categoría. Además se pretendía que el escalón entre los equipos juveniles y los primeros equipos profesionales no fuese tan grande para los jóvenes futbolistas, además de ofrecerles la oportunidad de poder disputar partidos internacionales.

“The lads are very proud to play matches like this, and they develop further. You travel to splendid places and face big teams.
Los muchachos están muy orgulloso de jugar partidos como éstos, y se desarrollan aún más. Viajas a lugares espléndidos y te enfrentas a grandes equipos.

You learn a lot from trying to deal with all these different styles and cultures – you don't get that domestically.
Se aprende mucho al tratar de hacer frente a todos estos diferentes estilos y culturas – no consigues eso a nivel nacional.”
Filippo Inzaghi y Adi Viveash, en referencia a los beneficios y diversidad del torneo.

Inaugurada en la temporada 2013-14, los equipos participantes jugaron una fase de grupos con la misma composición y calendario de la fase de grupos de su homóloga Liga de Campeones de la UEFA, y se llevó a cabo como un "ensayo base" a observar durante dos ediciones. En ellas tomaron parte 32 equipos, donde los ocho ganadores de grupo y los ocho segundos clasificados participaron después en una fase eliminatoria. Sin embargo, a diferencia de la competición absoluta, éstas se jugaron a un solo partido, con las semifinales y la final jugadas en el Colovray Stadium de Nyon, sede fija de los enfrentamientos finales desde entonces.
El 17 de septiembre fue la fecha de los primeros encuentros, quedando registrado el primer gol de la competición por Sinan Bytyqi, del Manchester City F.C. Reserves and Academy, entrenado por Patrick Vieira. El nombre del exfutbolista francés, así como el de Andrew Cole, Zinedine Zidane, Mehmet Scholl o Filippo Inzaghi estuvieron ligados al de la competición bien por contar con hijos en los equipos participantes o por ser parte de los distintos «staffs», dando cuenta de la proyección con la que empezaba de primeras el torneo.
En abril de 2014 el Fútbol Club Barcelona de España se convirtió en el primer campeón, superando al Sport Lisboa e Benfica Juniors portugués por 3-0 tras superar ambos al Fußball-Club Gelsenkirchen-Schalke alemán y al Real Madrid Club de Fútbol español en la final a cuatro celebrada en territorio suizo, que es además donde la UEFA tiene fijadas sus oficinas y motivo por el que fue elegida como primera sede. En la segunda edición fue el Chelsea Football Club Academy quien se alzó con el triunfo al derrotar al Futbolni Klub Shajtar Donetsk por 3-2.

### Consolidación de la competición
Después del considerado período de prueba de dos años, la Liga Juvenil de la UEFA se convirtió en una competencia permanente de la UEFA a partir de la temporada 2015-16, en su tercera edición, con el torneo ampliado de 32 a 64 equipos para permitir también la participación de los campeones nacionales de las 32 mejores asociaciones en función de sus coeficiente UEFA. Los 32 equipos clasificados para participar al hacerlo sus equipos profesionales para la Liga de Campeones de la UEFA disputaron una fase de grupos del mismo formato antes de enfrentarse en eliminatorias contra los campeones nacionales clasificados en su correspondiente fase propia. Los ganadores de cada grupo avanzaron a la ronda de los dieciseisavos y los subcampeones disputaron una repesca. Los campeones nacionales jugaron dos rondas de eliminatorias a doble partido para discernir los ocho ganadores que avanzaron a dicha repesca. En ella, se jugó un solo partido para decidir quienes avanzaron a la ronda eliminatoria final, que en adelante contó con el formato de un solo encuentro por cruce.
La final dejó para la historia la hazaña de que por primera vez un club conseguí retener el título de campeón. Tras la final a cuatro entre el Real Madrid C. F., el Paris Saint-Germain Football Club francés, el Chelsea F. C. A. y el Royal Sporting Club Anderlecht belga. Los ingleses se impusieron a los franceses por 2-1.
Para la cuarta edición de la competición, donde debutaban el Leicester City Football Club Academy y el Futbol'nyj Klub Rostov, los vigentes campeones no pudieron defender su título al no lograr su equipo matriz la clasificación para la Liga de Campeones.

## Participantes

### Formato
Desde su tercera edición, fecha en la que se afianza como competición y formato definitivo, cuenta con los 36 clubes clasificados para la liguilla de la Liga de Campeones de la UEFA, además de los 32 campeones juveniles nacionales, siendo un total de 64 los conjuntos participantes.
Los 25 primeros luego participan en una fase eliminatoria. Con la misma estructura y calendario similar al de la Liga de Campeones en su fase de liga "suiza", las rondas eliminatorias son a un solo partido, por lo que los equipos disputan un máximo de dieciocho encuentros. Las semifinales y la final se juegan en formato de fase final en el Colovray stadium de Nyon (Suiza). No hay partido por el tercer puesto.

## Historial
| Ed.                     | Temporada               | Campeón                 | Resultado               | Subcampeón                | Semifinalistas          | Semifinalistas              |
| Liga Juvenil de la UEFA | Liga Juvenil de la UEFA | Liga Juvenil de la UEFA | Liga Juvenil de la UEFA | Liga Juvenil de la UEFA   | Liga Juvenil de la UEFA | Liga Juvenil de la UEFA     |
| ----------------------- | ----------------------- | ----------------------- | ----------------------- | ------------------------- | ----------------------- | --------------------------- |
| I                       | 2013-14                 | F. C. Barcelona         | 3 - 0                   | S. L. Benfica             | Real Madrid C. F.       | F. C. Gelsenkirchen-Schalke |
| II                      | 2014-15                 | Chelsea F. C. A.        | 3 - 2                   | F. K. Shajtar Donetsk     | R. S. C. Anderlecht     | A. S. Roma                  |
| III                     | 2015-16                 | Chelsea F. C. A.        | 2 - 1                   | Paris Saint-Germain F. C. | Real Madrid C. F.       | R. S. C. Anderlecht         |
| IV                      | 2016-17                 | F. C. Red Bull Salzburg | 2 - 1                   | S. L. Benfica             | Real Madrid C. F.       | F. C. Barcelona             |
| V                       | 2017-18                 | F. C. Barcelona         | 3 - 0                   | Chelsea F. C. A.          | F. C. Porto             | Manchester City F. C.       |
| VI                      | 2018-19                 | F. C. Porto             | 3 - 1                   | Chelsea F. C. A.          | F. C. Barcelona         | T. S. G. Hoffenheim         |
| VII                     | 2019-20                 | Real Madrid C. F.       | 3 - 2                   | S. L. Benfica             | A. F. C. Ajax           | F. C. Red Bull Salzburg     |
|                         | 2020-21                 | Cancelado               | Cancelado               | Cancelado                 | Cancelado               | Cancelado                   |
| VIII                    | 2021-22                 | S. L. Benfica           | 6 - 0                   | F. C. Red Bull Salzburg   | Juventus F. C.          | Atlético de Madrid          |
| IX                      | 2022-23                 | Alkmaar Zaanstreek      | 5 - 0                   | H. N. K. Hajduk Split     | Sporting C. P.          | A. C. Milan                 |
| X                       | 2023-24                 | Olympiakos F. C.        | 3 - 0                   | A. C. Milan               | F. C. Nantes            | F. C. Porto                 |
| XI                      | 2024-25                 | F. C. Barcelona         | 4 - 1                   | Trabzonspor Kulübü        | F. C. Red Bull Salzburg | Alkmaar Zaanstreek          |

## Palmarés
A lo largo de la corta historia del torneo únicamente ocho clubes entre los 84 participantes históricos en la competición han conseguido proclamarse vencedores, siendo el más laureado el Fútbol Club Barcelona con tres títulos obtenidos. Completando la tabla de ganadores, seis equipos más: Chelsea F.C, S. L. Benfica, F. C. Salzburg, F. C. Porto, Alkmaar Zaanstreak, Olympiakos F. C. y el Real Madrid C. F.
| Equipo                    | Títulos | Subcampeonatos | Años campeonatos | Años subcampeonatos |
| ------------------------- | ------- | -------------- | ---------------- | ------------------- |
| F. C. Barcelona           | 3       | -              | 2014, 2018, 2025 | -                   |
| Chelsea F. C. A.          | 2       | 2              | 2015, 2016       | 2018, 2019          |
| S. L. Benfica             | 1       | 3              | 2022             | 2014, 2017, 2020    |
| F. C. Red Bull Salzburg   | 1       | 1              | 2017             | 2022                |
| F. C. Porto               | 1       | -              | 2019             | -                   |
| Real Madrid C. F.         | 1       | -              | 2020             | -                   |
| Alkmaar Zaanstreek        | 1       | -              | 2023             | -                   |
| Olympiakos F. C.          | 1       | -              | 2024             | -                   |
| F. K. Shajtar Donetsk     | -       | 1              | -                | 2015                |
| Paris Saint-Germain F. C. | -       | 1              | -                | 2016                |
| H. N. K. Hajduk Split     | -       | 1              | -                | 2023                |
| A. C. Milan               | -       | 1              | -                | 2024                |
| Trabzonspor               | -       | 1              | -                | 2025                |

Datos actualizados: final temporada 2024-25.

### Títulos por país
| País         | Títulos | Subcampeonatos | Clubes campeones                            |
| ------------ | ------- | -------------- | ------------------------------------------- |
| España       | 4       | -              | F. C. Barcelona (3) y Real Madrid C. F. (1) |
| Portugal     | 2       | 3              | F. C. Porto (1) y S. L. Benfica (1)         |
| Inglaterra   | 2       | 2              | Chelsea F. C. A. (2)                        |
| Austria      | 1       | 1              | F. C. Red Bull Salzburg (1)                 |
| Países Bajos | 1       | -              | Alkmaar Zaanstreek (1)                      |
| Grecia       | 1       | -              | Olympiakos F. C. (1)                        |
| Ucrania      | -       | 1              |                                             |
| Francia      | -       | 1              |                                             |
| Croacia      | -       | 1              |                                             |
| Italia       | -       | 1              |                                             |
| Turquía      | -       | 1              |                                             |

Datos actualizados: final temporada 2024-25.

## Estadísticas
Para un completo resumen estadístico de la competición véase Estadísticas de la Liga Juvenil de la UEFA

### Clasificación histórica
Los 130 puntos logrados por el Real Madrid Club de Fútbol le sitúan como líder la clasificación histórica de la competición entre los 84 equipos que alguna vez han participado en la misma. Ocho puntos por debajo se encuentra el segundo clasificado, los juveniles del Fútbol Club Barcelona.
| Pos | Club                      | Temporadas | Puntos | PJ | PG | PE | PP | Títulos | % Éxito 1 | % Éxito 2 |
| --- | ------------------------- | ---------- | ------ | -- | -- | -- | -- | ------- | --------- | --------- |
| 1   | Real Madrid C. F.         | 7          | 130    | 62 | 41 | 7  | 14 | 1       | 14.29     | 14.29     |
| 2   | F. C. Barcelona           | 7          | 122    | 59 | 37 | 11 | 11 | 3       | 28.57     | 28.57     |
| 3   | Chelsea F. C. A.          | 6          | 120    | 53 | 37 | 9  | 7  | 2       | 28.57     | 33.33     |
| 4   | S. L. Benfica             | 7          | 117    | 59 | 34 | 15 | 10 | –       | 0         | 0         |
| 5   | Atlético de Madrid        | 7          | 102    | 54 | 32 | 6  | 16 | –       | 0         | 0         |
| 6   | F. C. Oporto              | 7          | 99     | 52 | 29 | 12 | 11 | 1       | 14.29     | 14.29     |
| 7   | A. F. C. Ajax             | 7          | 89     | 47 | 27 | 8  | 12 | –       | 0         | 0         |
| 8   | Manchester City F. C.     | 7          | 85     | 50 | 25 | 10 | 15 | –       | 0         | 0         |
| 9   | Paris Saint-Germain F. C. | 7          | 81     | 52 | 24 | 12 | 16 | –       | 0         | 0         |
| 10  | F. C. Salzburgo           | 4          | 60     | 29 | 19 | 3  | 7  | 1       | 14.29     | 25.00     |

### Tabla histórica de goleadores
Para un completo detalle véase Máximos goleadores de la Liga Juvenil de la UEFA.
Los máximos goleadores del torneo son los españoles Roberto Núñez y Borja Mayoral  y el inglés Charlie Brown con 15 goles repartidos en tres ediciones el primero y dos ediciones Mayoral y Brown, siendo los únicos jugadores en sobrepasar la barrera de los quince goles en la historia de la competición.
Además cabe destacar entre los máximos anotadores al ruso Ivan Ignatyev por ser el jugador con mejor promedio anotador de la competición con dos goles por partido, por delante del 1,10 del hispano-marroquí Munir El Haddadi, del 1,09 del inglés Dominic Solanke y del 1,07 del español Borja Mayoral. Los 12 goles anotados por Dominic Solanke en la segunda edición del campeonato se mantienen como el mayor registro alcanzado por un jugador en una edición.
Divididos por rondas, el máximo anotador en fases finales eliminatorias —a partir de los dieciseisavos de final— es el hispano-venezolano Alejandro Marqués con siete goles, mientras que el portugués Henrique Araújo es el máximo realizador en finales con tres tantos.

Nota: Contabilizados los partidos y goles en rondas previas. En negrita jugadores activos en la edición presente y club actual. 
| \| Pos. \| Jugador \| G. \| P. J. \| Prom. \| Debut \| (Equipo) \| Otros clubes \| \| ---- \| ------------------- \| -- \| ----- \| ----- \| ----------- \| ------------------------- \| ------------------ \| \| 1 \| Borja Mayoral \| 15 \| 14 \| 1.07 \| 2014-15[13] \| Real Madrid C. F. \| \| \| = \| Charlie Brown \| 15 \| 16 \| 0.94 \| 2017-18 \| Chelsea F. C. A. \| \| \| = \| Roberto Núñez \| 15 \| 19 \| 0.79 \| 2013-14[14] \| Atlético de Madrid \| \| \| 4 \| Leya Iseka \| 13 \| 15 \| 0.87 \| 2013-14[15] \| R. S. C. Anderlecht \| \| \| = \| Curtis Jones \| 13 \| 18 \| 0.72 \| 2017-18 \| Liverpool F. C. \| \| \| = \| Timur Zhamaletdinov \| 13 \| 21 \| 0.62 \| 2014-15[16] \| P. F. K. CSKA Moscú \| \| \| 7 \| Dominic Solanke \| 12 \| 11 \| 1.09 \| 2014-15[17] \| Chelsea F. C. A. \| \| \| = \| Jordi Mboula \| 12 \| 14 \| 0.86 \| 2016-17[18] \| F. C. Barcelona \| A. S. Mónaco F. C. \| \| = \| Tammy Abraham \| 12 \| 16 \| 0.75 \| 2014-15[19] \| Chelsea F. C. A. \| \| \| = \| Jean-Kévin Augustin \| 12 \| 20 \| 0.60 \| 2013-14[20] \| Paris Saint-Germain F. C. \| \| \| 11 \| Munir El Haddadi \| 11 \| 10 \| 1.10 \| 2013-14[21] \| F. C. Barcelona \| \| \| = \| Dani Gómez \| 11 \| 16 \| 0.69 \| 2015-16[22] \| Real Madrid C. F. \| \| \| = \| Kaj Sierhuis \| 11 \| 17 \| 0.65 \| 2015-16[23] \| A. F. C. Ajax \| \| \| = \| Zé Gomes \| 11 \| 18 \| 0.61 \| 2015-16[24] \| S. L. Benfica \| \| \| = \| Diogo Gonçalves \| 11 \| 19 \| 0.58 \| 2014-15[25] \| S. L. Benfica \| \| Estadísticas actualizadas hasta el último partido jugado el 25 de abril de 2022. |                     |    |       |       |         |                           |                    |
| Pos. | Jugador             | G. | P. J. | Prom. | Debut   | (Equipo)                  | Otros clubes       |
| 1 | Borja Mayoral       | 15 | 14    | 1.07  | 2014-15 | Real Madrid C. F.         |                    |
| = | Charlie Brown       | 15 | 16    | 0.94  | 2017-18 | Chelsea F. C. A.          |                    |
| = | Roberto Núñez       | 15 | 19    | 0.79  | 2013-14 | Atlético de Madrid        |                    |
| 4 | Leya Iseka          | 13 | 15    | 0.87  | 2013-14 | R. S. C. Anderlecht       |                    |
| = | Curtis Jones        | 13 | 18    | 0.72  | 2017-18 | Liverpool F. C.           |                    |
| = | Timur Zhamaletdinov | 13 | 21    | 0.62  | 2014-15 | P. F. K. CSKA Moscú       |                    |
| 7 | Dominic Solanke     | 12 | 11    | 1.09  | 2014-15 | Chelsea F. C. A.          |                    |
| = | Jordi Mboula        | 12 | 14    | 0.86  | 2016-17 | F. C. Barcelona           | A. S. Mónaco F. C. |
| = | Tammy Abraham       | 12 | 16    | 0.75  | 2014-15 | Chelsea F. C. A.          |                    |
| = | Jean-Kévin Augustin | 12 | 20    | 0.60  | 2013-14 | Paris Saint-Germain F. C. |                    |
| 11 | Munir El Haddadi    | 11 | 10    | 1.10  | 2013-14 | F. C. Barcelona           |                    |
| = | Dani Gómez          | 11 | 16    | 0.69  | 2015-16 | Real Madrid C. F.         |                    |
| = | Kaj Sierhuis        | 11 | 17    | 0.65  | 2015-16 | A. F. C. Ajax             |                    |
| = | Zé Gomes            | 11 | 18    | 0.61  | 2015-16 | S. L. Benfica             |                    |
| = | Diogo Gonçalves     | 11 | 19    | 0.58  | 2014-15 | S. L. Benfica             |                    |